# Паго-Веяно
Паго-Веяно, Паґо-Веяно (італ. Pago Veiano) — муніципалітет в Італії, у регіоні Кампанія, провінція Беневенто.
Паго-Веяно розташоване на відстані близько 220 км на схід від Рима, 70 км на північний схід від Неаполя, 15 км на північний схід від Беневенто.
Населення — 2439 осіб (2014).
Покровитель — San Donato.

## Демографія
Населення за роками:

Станом на 1 січня 2023 року в муніципалітеті офіційно проживали 33 іноземці з 9 країн, серед них 17 громадян країн Євросоюзу та 6 громадян України.

## Сусідні муніципалітети
- Падулі
- Песко-Санніта
- П'єтрельчина
- Сан-Джорджо-Ла-Молара
- Сан-Марко-дей-Кавоті